# Eladia García Palacios
Eladia García Palacios (Gijón, c. 1904 - Gijón, 29 de diciembre de 1937) fue una maestra española víctima de la represión franquista que fue condenada a muerte por su compromiso político y social.

## Biografía
Eladia García Palacios nació en la localidad asturiana de Gijón y era hija de Valentina y Gaspar. Fue maestra de un colegio particular de La Guía, en la misma ciudad. Tuvo un hijo.
Tras el estallido de la guerra civil española, el 21 de julio de 1936 comenzó a trabajar como cocinera en la UGT. Colaboró con la delegación de Instrucción Pública del Comité de Guerra de Gijón en la requisa de edificios religiosos para la organización de grupos escolares. En septiembre de 1936 se convirtió en directora de la escuela para pobres Asilo Pola y del Patronato San José de Gijón. Durante los bombardeos sobre Gijón, García Palacios se encargó de organizar las expediciones de los Niños de Rusia para evacuar a los menores de la ciudad.
Formó parte de la última Comisión Ejecutiva de la Agrupación Socialista de Gijón como secretaria femenina y de FETE-UGT. También militó en ATEA, el sindicato de la enseñanza y colaboró con el diario socialista Avance, dirigido por el periodista Javier Bueno.
Ingresó en la cárcel de El Coto de Gijón. En 1937 fue condenada a muerte por su compromiso político y social en uno de los primeros consejos de guerra que se celebraron en el Antiguo Instituto Jovellanos de Gijón. Su actividad como maestra fue una de las razones aducidas en su sentencia de muerte. En ella se afirmaba que García Palacios «inculcaba a las niñas el odio al fascismo» y las familiarizaba «con las ideas de libertad y emancipación» llevándolas a actos políticos en los que ella participaba.  Se la acusó también de expulsar a las monjas del Asilo Pola y de que «escarnecía a las autoridades y órdenes religiosas». Además, su amistad con la familia del político Belarmino Tomás fue otro de los argumentos utilizados para su condena.
Fue ejecutada por fusilamiento el 29 de diciembre de 1937 a los 33 años de edad, junto con 4 hombres más. Su cuerpo fue arrojado a una fosa común en el cementerio de Ceares en Gijón. A su hermana Aurora García Palacios, le conmutaron la pena capital por la de cadena perpetua.

## Reconocimientos
El 14 de abril de 2010, el nombre de García Palacios se incluyó en el monolito homenaje colocado en el cementerio de Ceares de Gijón, en el que se homenajea a las 1.934 víctimas de la represión franquista en la ciudad. Al año siguiente, el Ayuntamiento de Gijón aprobó denominar un parque con el nombre Jardines de la Maestra Eladia García Palacios en su honor.
En 2017, se descubrió una placa enfrente del Museo Nicanor Piñole, antiguo edificio del Asilo Pola que García Palacios dirigió, en homenaje a las ocho mujeres represaliadas por el franquismo en Gijón entre diciembre de 1937 y agosto de 1939. En la placa, además de su nombre, se incluyeron los de Anita Orejas, Anita Vázquez Barrancúa, Estefanía Cueto Puertas, Belarmina Suárez Muñiz, Juana Álvarez Molina, Teresa Santianes Giménez y Máxima Vallinas Fernández.